# Kinston Indians
Kinston Indians – amerykańska drużyna baseballowa mająca swoją siedzibę w Kinston, w stanie Karolina Północna.

## Historia
Początki zawodowego baseballu w Kinston sięgają lat dwudziestych XX wieku, kiedy w mieście założono drużynę Kinston Eagles, która przystąpiła do rozgrywek o mistrzostwo Virginia League. W 1928 Kinston Eagles przeniósł się do Eastern Carolina League, zaś w 1956 do Carolina League i funkcjonował jako klub farmerski Pittsburgh Pirates. W latach 1968–1972 była zaplaczem dla New York Yankees, w 1973 dla Atlanta Braves, zaś w 1974 dla kanadyjskiego zespołu Montreal Expos i rywalizowała wówczas pod nazwą Kinston Expos. Po zakończeniu sezonu 1974 klub wycofał się z rozgrywek. 
W 1978 Carolina League została powiększona do sześciu zespołów, dzięki czemu do rozgrywek powołano nowy klub o nazwie Kinston Eagles. W tym samym roku został włączony do systemu farmerskiego debiutującego w sezonie 1977 w Major League Baseball klubu Toronto Blue Jays. Eagles występujący na poziomie Class A Advanced w 1982 zmienili nazwę na Kinston Blue Jays i w takiej postaci funkcjonował do 1985. Dwa lata później klub z Kinston został przejęty przez Cleveland Indians, co doprowadziło do zmiany nazwy na Kinston Indians. Mecze baseballowe w Kinston rozgrywano do 2011 roku. Przed rozpoczęciem sezonu 2012 siedzibę klubu przeniesiono do Zebulon, gdzie zastąpił występujący na poziomie Double-A klub Carolina Mudcats. Zespół od 1949 do 2011 roku występował na Grainger Stadium. 
W Kinston Indians występowali między innymi: Manny Ramírez, Bartolo Colón, CC Sabathia, Víctor Martínez, Jhonny Peralta, Grady Sizemore i Carlos Santana.